# Le Crouzet
Le Crouzet ist eine französische Gemeinde mit 56 Einwohnern (Stand: 1. Januar 2022) im Département Doubs in der Region Bourgogne-Franche-Comté.

## Geographie
Le Crouzet liegt auf 1028 m über dem Meeresspiegel, etwa 28 Kilometer südwestlich der Stadt Pontarlier (Luftlinie) ungefähr in der Mitte der Luftlinie zwischen Besançon und Genf. Es liegt im Juragebirge, in der Talmulde der Combes Derniers südlich der Kette der Haute Joux.
Der größte Teil des 3,77 km² großen Gemeindegebiets liegt in der Talsenke der Combes Derniers (1020 m), die in strukturgeologischer Hinsicht eine Synklinale des Faltenjuras bildet. Diese Talmulde wird im Süden von den Kuppen des Bois de Ban (1095 m) flankiert. Im Norden erstreckt sich das Gemeindeareal bis auf den dicht bewaldeten breiten Kamm der Haute Joux. Hier wird mit 1212 m die höchste Erhebung von Le Crouzet erreicht. Das gesamte Gebiet zeigt keine oberirdischen Fließgewässer, da das Niederschlagswasser im verkarsteten Untergrund versickert. Das Gemeindegebiet ist Teil des Regionalen Naturparks Haut-Jura (frz.: Parc naturel régional du Haut-Jura).
Nachbargemeinden von Le Crouzet sind Fraroz und Cerniébaud im Norden, Reculfoz im Osten sowie Petite-Chaux und Chaux-Neuve im Süden.
Außer Le Crouzet liegen noch die Gemeinden Reculfoz, Les Pontets und Rondefontaine in den Combes Derniers.

## Geschichte
Das Gebiet von Le Crouzet ist seit dem 12. Jahrhundert besiedelt. Im Mittelalter gehörte das Dorf zur Herrschaft von Mouthe. Zusammen mit der Franche-Comté gelangte es mit dem Frieden von Nimwegen 1678 an Frankreich. Heute ist Le Crouzet Mitglied des Gemeindeverbandes Lacs et Montagnes du Haut-Doubs.

## Sehenswürdigkeiten

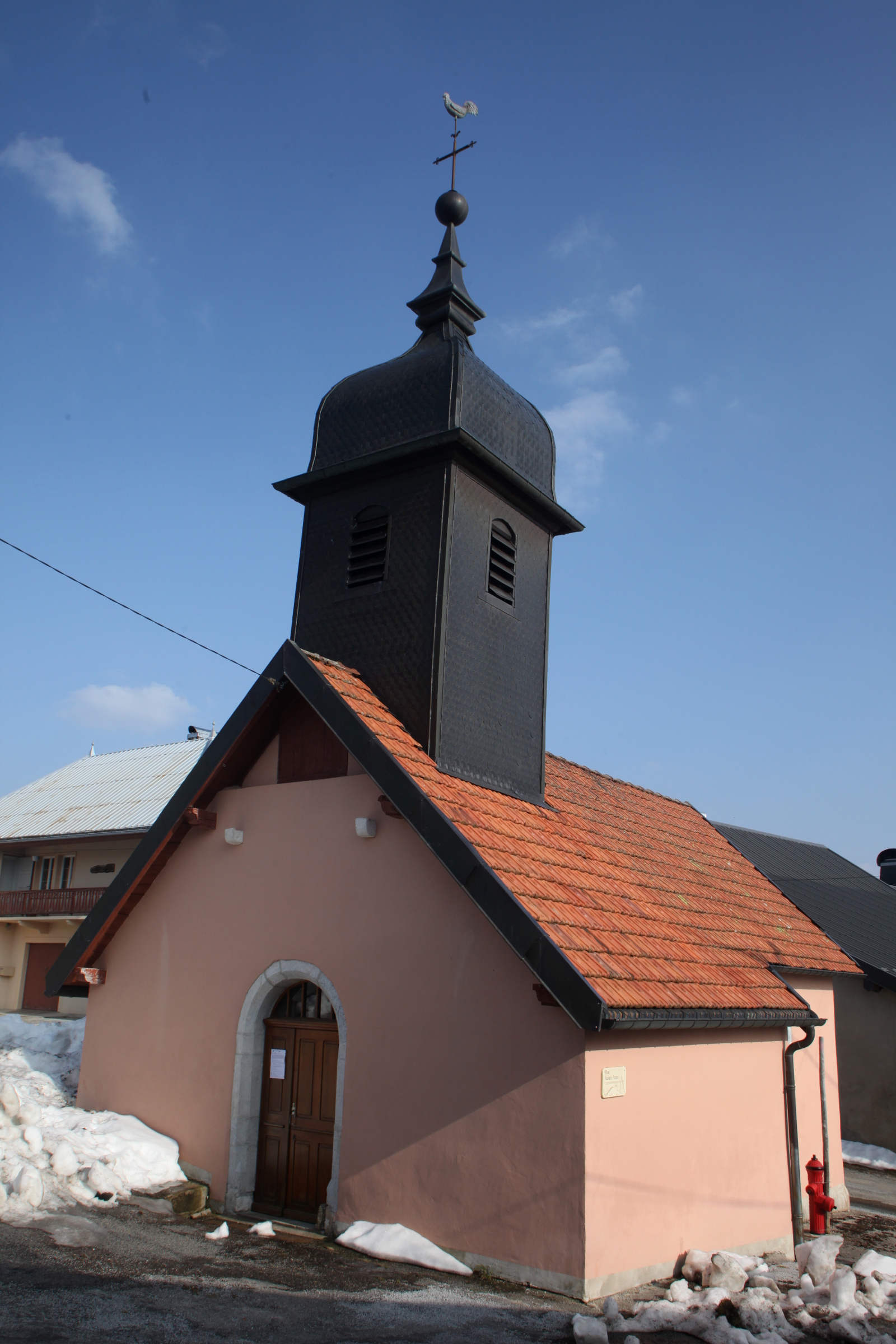
Kapelle Sainte-Anne

Die Kapelle Sainte-Anne wurde im Jahr 1633 erbaut und 1985 letztmals umfassend restauriert.

## Bevölkerung
| Jahr                       | 1962 | 1968 | 1975 | 1982 | 1990 | 1999 | 2006 | 2016 |
| Einwohner                  | 60   | 47   | 40   | 38   | 33   | 40   | 59   | 57   |
| Quellen: Cassini und INSEE |      |      |      |      |      |      |      |      |

Mit 56 Einwohnern (1. Januar 2022) gehört Le Crouzet zu den kleinsten Gemeinden des Départements Doubs. Nachdem die Einwohnerzahl in der ersten Hälfte des 20. Jahrhunderts drastisch abgenommen hatte (1886 wurden noch 107 Personen gezählt), nimmt die Bevölkerungs- und Häuserzahl seit Beginn des 21. Jahrhunderts wieder deutlich zu.

## Wirtschaft und Infrastruktur
Le Crouzet war bis weit ins 20. Jahrhundert hinein ein vorwiegend durch die Landwirtschaft, insbesondere Milchwirtschaft und Viehzucht, sowie durch die Forstwirtschaft geprägtes Dorf. Heute lebt nur noch ein Bewohner von der Milchwirtschaft. Ein Teil der Erwerbstätigen sind Wegpendler, die in den umliegenden größeren Ortschaften und in der nahegelegenen Schweiz ihrer Arbeit nachgehen.
Die Ortschaft liegt abseits der größeren Durchgangsstraßen an einer Departementsstraße, die von Chaux-Neuve nach Remoray-Boujeons durch die Combes Derniers führt.